# Liste der Monuments historiques in Sauvoy
Die Liste der Monuments historiques in Sauvoy führt die Monuments historiques in der französischen Gemeinde Sauvoy auf.

## Liste der Objekte
| Bezeichnung                                 | Beschreibung                                                                         | Standort                      | Kennzeichnung | Schutzstatus | Datum | Bild |
| ------------------------------------------- | ------------------------------------------------------------------------------------ | ----------------------------- | ------------- | ------------ | ----- | ---- |
| Zwei Altarleuchter                          | Kupfer, Anfang des 19. Jahrhunderts                                                  | in der Kirche St-Aubin (Lage) | PM55002348    | Inscrit      | 1992  |      |
| Roter Ornat (1)                             | Kasel, Stola, Manipel, Kelchvelum, Bursa und Palla; Seide, bestickt, 19. Jahrhundert | in der Kirche St-Aubin (Lage) | PM55002347    | Inscrit      | 1992  |      |
| Gemälde Mitgiftspende des heiligen Nikolaus | Ölfarbe auf Leinwand, Holzrahmen, 1776 von Jean-Baptiste Giron                       | in der Kirche St-Aubin (Lage) | PM55002345    | Inscrit      | 1992  |      |
| Uhrwerk                                     | aus der ersten Hälfte des 19. Jahrhunderts                                           | in der Kirche St-Aubin (Lage) | PM55002349    | Inscrit      | 1999  |      |
| Skulptur Heiliger Laurentius                | Stein, farbig gefasst, 18. Jahrhundert                                               | in der Kirche St-Aubin (Lage) | PM55001090    | Classé       | 1994  |      |
| Roter Ornat (2)                             | Kasel, Stola, Manipel, Kelchvelum und Bursa; Seide, bestickt, 19. Jahrhundert        | in der Kirche St-Aubin (Lage) | PM55002346    | Inscrit      | 1992  |      |